# Timema
Timema Scudder, 1895 è un genere di insetti stecco relativamente corposi e robusti, originario degli Stati Uniti occidentali. È l'unico genere della famiglia Timematidae.
Rispetto ad altri insetti stecco (ordine Phasmatodea) i timematoidei sono considerato basali; cioè rappresentano il primo "ramo" che divergere dall'albero filogenetico di tutti i Phasmatodea.
Cinque delle ventuno specie di Timema sono partenogenetiche, comprese due specie che non hanno praticato la riproduzione sessuale per un milione di anni, il periodo asessuato più lungo conosciuto per qualsiasi insetto.

## Descrizione
I Timematodea differiscono dagli altri Phasmatodea in quanto i loro tarsi hanno tre segmenti invece di cinque. Per gli insetti stecco, hanno corpi relativamente piccoli e corpulenti.

### Colorazione criptica e mimetizzazione

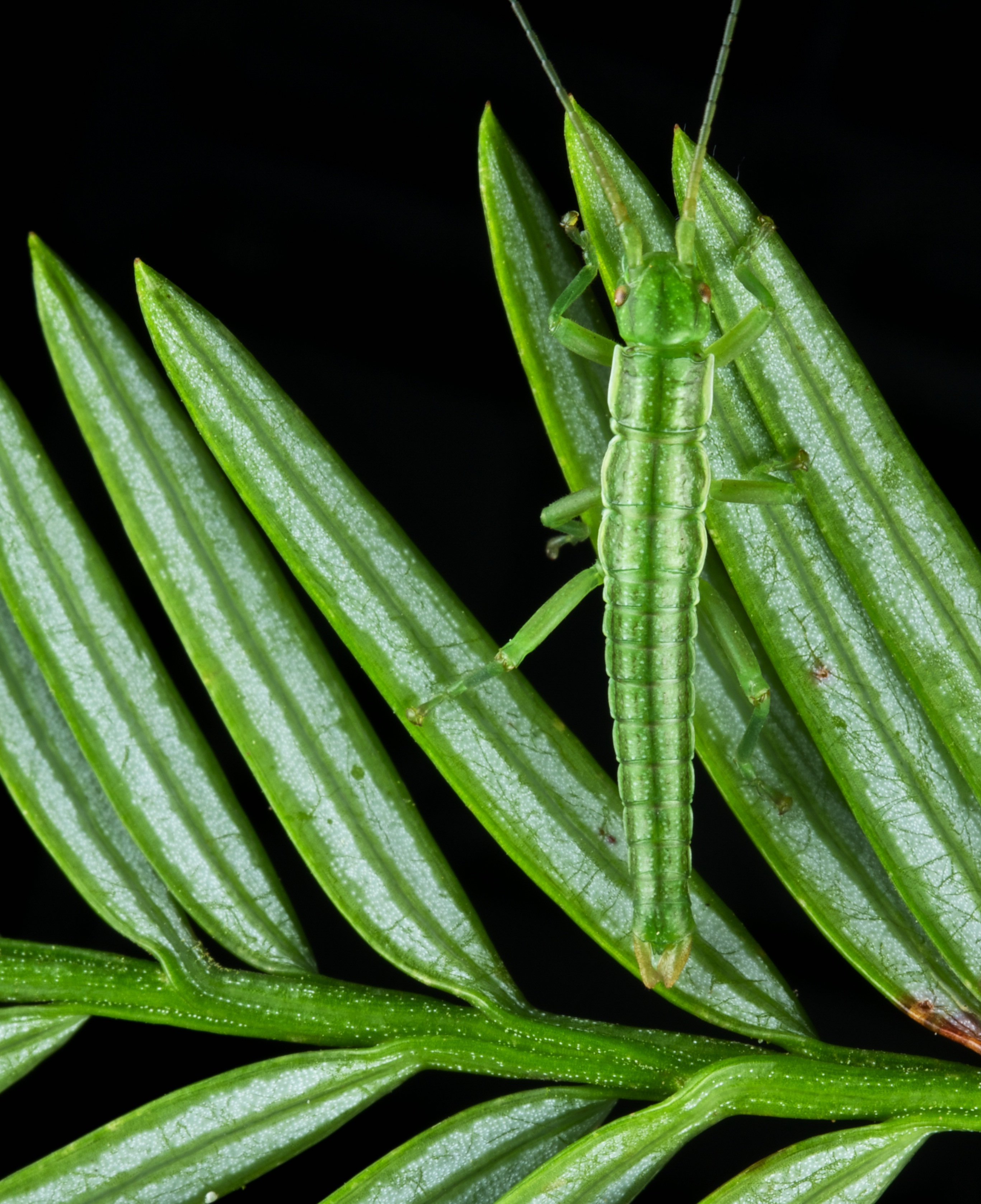
Timema poppense

Gli insetti stecco Timematodea sono mangiatori notturni che trascorrono il giorno riposando sulle foglie o sulla corteccia delle piante che si nutrono. I loro colori (principalmente verde, grigio o marrone) e i motivi (che possono essere strisce, scale o punti) corrispondono al loro tipico sfondo, una forma di criptismo.
Nel 2008, i ricercatori che hanno studiato la presenza o l'assenza di una striscia dorsale hanno suggerito che si è evoluta in modo indipendente diverse volte nelle specie Timematodea ed è un adattamento per il criptismo su foglie aghiformi. Tutte le otto specie Timema con una striscia dorsale hanno almeno una pianta ospite dalle foglie aghiformi. Delle tredici specie sprovviste di tale striscia, sette si nutrono solo di piante a foglia larga. Quattro (T. ritense, T. podura, T. genevievae e T. coffmani) riposano durante il giorno sul tronco della pianta ospite piuttosto che sulle sue foglie e hanno corpi marroni, grigi o marrone chiaro. Solo due specie (T. nakipa e T. boharti) hanno un polimorfismo verde senza strisce che si nutrono di foglie aghiformi; entrambi sono polifagi in quanto si nutrono anche di specie a latifoglie.
La specie ‘’Timema cristinae’’ esibisce sia popolazioni a strisce che non a strisce a seconda della pianta ospite, una forma di polimorfismo che illustra chiaramente la funzione di camuffamento della striscia. I primi antenati di questa specie erano generalisti che si nutrivano di piante appartenenti ad entrambi i generi Adenostoma e Ceanothus. Alla fine si sono divisi in due ecotipi distinti con una preferenza più specializzata versdo la pianta ospite. Un ecotipo preferisce nutrirsi di Adenostoma, mentre l'altro ecotipo preferisce nutrirsi di Ceanothus. L'ecotipo dell'Adenostoma possiede una striscia dorsale bianca, un adattamento per fondersi con le foglie aghiformi della pianta, mentre l'ecotipo del Ceanothus non lo fa (le foglie di Ceanothus hanno foglie larghe). L'ecotipo dell'Adenostoma è anche più piccolo, con una testa più ampia e zampe più corte.
Queste caratteristiche sono ereditate geneticamente e sono state interpretate come le prime fasi del processo di speciazione. I due ecotipi diverranno infine specie separate una volta raggiunto l'isolamento riproduttivo. Al momento, entrambi gli ecotipi sono ancora in grado di incrociarsi e produrre prole vitale, in quanto tali sono ancora considerati un'unica specie.

## Ciclo vitale e riproduzione
Le uova di Timematodea sono morbide, ellissoidali e lunghe circa due millimetri, con una struttura a forma di coperchio ad un'estremità (l'opercolo) attraverso cui emergerà la ninfa. Le femmine Timema usano particelle di sporco, che hanno precedentemente ingerito, per rivestire le loro uova.
Le uova di molti insetti stecco, tra cui Timematodea, sono attraenti per le formiche, che le portano via nelle loro tane per nutrirsi del mirmecomorfismo dell'uovo, lasciando il resto dell'uovo intatto a schiudersi. La ninfa emergente passa attraverso sei o sette stadi prima di raggiungere l'età adulta.
I maschi, nelle specie sessuali di Timematodea, nel corteggiamento mostrano uno schema costante di comportamento. Il maschio si arrampica sul dorso della femmina e, dopo una breve esibizione di vibrazione e agitazione, procede all'accoppiamento. (Il rifiuto da parte della femmina è possibile ma non comune.) Il maschio poi copula sulla schiena della femmina per un massimo di cinque giorni, un comportamento spesso definito come "custodia" della femmina.
Diverse specie di Timematodea sono partenogenetiche: cioè, le femmine possono riprodursi asessualmente, producendo uova vitali senza la partecipazione del maschio.
Secondo Tanja Schwander della Simon Fraser University, "Timematodea è in effetti il più antico degli insetti per il quale esistono buone prove che siano stati asessuati per lunghi periodi di tempo". Dirige un team di ricercatori che ha scoperto che cinque specie (T. douglasi, T. monikense, T. shepardi, T. tahoe e T. genevievae) hanno utilizzato solo la riproduzione asessuale per più di 500.000 anni, con T. tahoe e T . Genevievae che si riprodussero asessualmente per oltre un milione di anni.

## Distribuzione e habitat
L'areale dei Timematodei è limitato alle regioni montuose del Nord America occidentale tra i 30° ei 42° N. Si trovano principalmente in California, così come in alcuni altri stati confinanti (Oregon, Nevada, Arizona) e nel Messico settentrionale. Tutti sono erbivori, che si nutrono principalmente di piante ospiti del chaparral.
Le piante ospiti delle diverse specie Timematodea comprendono Pseudotsuga menziesii, Sequoia sempervirens, Arctostaphylos spp., Ceanothus spp., Adenostoma fasciculatum, Abies concolor, Quercus spp., Heteromeles arbutifolia, Cercocarpus spp., Eriogonum sp. e Juniperus spp. 

## Tassonomia
Il loro clade è considerato basale all'ordine Phasmatodea; cioè, molti scienziati ritengono che gli insetti stecco di questo tipo rappresentino il primo "ramo" a divergere dall'albero filogenetico che ha dato origine a tutti gli insetti stecco.
Comprende le seguenti specie:
- Timema bartmani Vickery & Sandoval, 1997
- Timema boharti Tinkham, 1942
- Timema californicum Scudder, 1895
- Timema chumash Hebard, 1920
- Timema coffmani Sandoval & Vickery, 1998
- Timema cristinae Vickery, 1993
- Timema dorotheae Strohecker, 1966
- Timema douglasi Sandoval & Vickery, 1996
- Timema genevievae Rentz, 1978
- Timema knulli Strohecker, 1951
- Timema landelsense Vickery & Sandoval, 2001
- Timema monikense Vickery & Sandoval, 1998
- Timema morongense Vickery, 2001
- Timema nakipa Vickery, 1993
- Timema nevadense Strohecker, 1966
- Timema petita Vickery & Sandoval, 2001
- Timema podura Strohecker, 1936
- Timema poppense Vickery & Sandoval, 1999
- Timema ritense Hebard, 1937
- Timema shepardi Vickery & Sandoval, 1999
- Timema tahoe Vickery, 1993